# Plegafulles de Pernambuco
El plegafulles de Pernambuco (Automolus lammi) és una espècie d'ocell de la família dels furnàrids (Furnariidae).

## Hàbitat i distribució
habita els bosquets de bambú del nord-est del Brasil.

## Taxonomia
Considerat sovint una subespècie del plegafulles ullblanc (A. leucophthalmus) actualment és considerat una espècie diferent.